# Amazoňan rudoocasý
Amazoňan rudoocasý (Amazona brasiliensis) je druh papouška žijící v Jižní Americe.

## Popis
Dosahuje délky 37 cm a váhy 430 gramů.
Má převážně zelené peří, ale zejména hlava je různě barevná. Zatímco tváře jsou modré, na čele (a v oblasti uzdičky) má peří červené barvy. Červený je rovněž méně výrazný pruh, který má tento druh amazoňana na ocasu (je však viditelný hlavně při rozevření ocasu do vějíře).

## Rozšíření a biotop
Obývá pobřežní nížinný tropický deštný les a navazující mokřadní a mangrovové porosty, a to na východním pobřeží Brazílie mezi Sao Paulem a Rio Grande do Sul – jde o tzv. atlantický les. Za zmínku stojí, že hnízdí na ostrovech, ale za potravou létá na pevninu.

## Hnízdění
Samice snáší tři až čtyři vejce. Doba inkubace je 27 až 28 dní.

## Stav ohrožení
Tento druh je řazen mezi téměř ohrožené taxony a z hlediska mezinárodní úmluvy o ochraně volně žijících živočichů patří do kategorie CITES I. Počet jedinců ve volné přírodě se odhaduje na maximálně 5 500 zvířat.

## Chov v zoo
Tento druh papouška patří k řídce chovaným. V listopadu 2019 jej chovalo přibližně 15 evropských zoo, přitom žádná zoo v Německu. V Česku byl v tu dobu na seznamu chovaných zvířat pouze v Zoo Praha. Historicky jej měli rovněž v Zoo Chleby.

### Chov v Zoo Praha
Amazoňan rudoocasý se do Zoo Praha prvně dostal na počátku 90. let 20. století. Jednalo se však o krátkodobou záležitost. Od roku 2010 se do Zoo Praha začali dostávat ptáci zabavení Českou inspekcí životního prostředí. Zároveň byli v roce 2012 dovezeni příslušníci druhu i ze Zoo Chleby. Roku 2014 byl zaznamenán první úspěšný odchov, který byl zároveň prvoodchovem v českých zoo. V průběhu roku 2018 se podařilo odchovat dvě mláďata, a na konci zmíněného roku tak bylo chováno celkem 11 jedinců. V květnu 2019 se vylíhla dvě mláďata a v červnu téhož roku následovalo další jedno mládě. V květnu 2020 se vylíhla dvě mláďata.
Tento druh je od 28. září 2019 k vidění v dolní části části, konkrétně v Rákosově pavilonu, kde je jedním z druhů biotopové expozice Pantanal. Při otevření pavilonu byli k vidění dva jedinci.